# Panales, Hidalgo
Panales är en ort i Mexiko.   Den ligger i kommunen Ixmiquilpan och delstaten Hidalgo, i den sydöstra delen av landet, 120 km norr om huvudstaden Mexico City. Panales ligger 1 780 meter över havet och antalet invånare är 3 017.
Terrängen runt Panales är kuperad åt sydväst, men åt nordost är den platt. Runt Panales är det ganska tätbefolkat, med 155 invånare per kvadratkilometer. Närmaste större samhälle är Ixmiquilpan, 5,3 km öster om Panales. Trakten runt Panales består till största delen av jordbruksmark.